# Popularmusikforschung
Popularmusikforschung oder Popmusikforschung (englisch popular music studies) ist eine wissenschaftliche Disziplin, deren Gegenstand die Beschäftigung mit populärer Musik und ihrer Kultur ist.

## Forschungsansatz
Es geht bei der Popularmusikforschung um die Erkundung, Erforschung und Reflexion aller greifbaren Aspekte der populären Musik in ihrer ganzen Breite. Populäre Musik wird aus der Sicht der relevanten Disziplinen, darunter Medienwissenschaft, Systematische Musikwissenschaft und Musikethnologie, betrachtet. Es kommen dabei geistes-, kultur-, natur-, sozialwissenschaftliche im Sinne strukturwissenschaftlicher Ansätze zum Tragen. Eine Vielfalt empirischer Ansätze steht dabei oft theoretischen gegenüber.

## Geschichte der Popularmusikforschung
Frühe Schriften über populäre Musik waren häufig journalistischer Natur. In der Volksliedforschung von bspw. William Chappell, Johann Gottfried Herder, den Brüdern Grimm oder Cecil James Sharp wurde zeitgenössische Musik meist unberücksichtigt gelassen. Wissenschaftliche Beschäftigung mit populärer Musik begann innerhalb der kulturkritischen Forschung, konkret mit Theodor W. Adornos Aufsatz On Popular Music aus dem Jahr 1941.
In der unmittelbaren Nachkriegszeit erschienen Publikationen zur populären Musik vor allem im sozialwissenschaftlichen Bereich, etwa von Richard Hoggart oder Stuart Hall. Besondere Bedeutung kam dem Birmingham Centre for Contemporary Cultural Studies zu, wo traditionelle Kulturwissenschaften sich mit marxistischen, strukturalistischen und poststrukturalistischen Theorien vermischten. Neben Sozial- und Kulturwissenschaften griff die frühe Popularmusikforschung auch auf Musikwissenschaft, Musikethnologie, Folkloristik und Musikjournalismus zurück. In den 1960er- und 1970er-Jahren erfuhr das Fachgebiet einen starken Zustrom an vor allem durch Rockmusik geprägten Forschern. 1981 wurde die International Association for the Study of Popular Music (IASPM) gegründet, gleichzeitig erschien die erste Ausgabe der wissenschaftlichen Zeitschrift Popular Music.
In Westdeutschland wurde 1984 die Gesellschaft für Popularmusikforschung (GFPM) unter dem Namen Arbeitskreis Studium Populärer Musik (ASPM) gegründet. Der erste Lehrstuhl für dieses Fachgebiet wurde 1992/1993 an der Humboldt-Universität zu Berlin errichtet. Bis zu seiner Emeritierung 2016 bekleidete Peter Wicke diesen Lehrstuhl für Theorie und Geschichte der Populären Musik. Außerdem war Wicke der Direktor des Forschungszentrums Populäre Musik am Seminar für Musikwissenschaft der Humboldt-Universität. In Deutschland war im Rahmen wissenschaftlicher Arbeit die Forschung im Bereich der populären Musik – nach Martin Pfleiderer – „vollkommen unterrepräsentiert“. Das hatte viele Gründe, nicht zuletzt „wahrscheinlich auch den, dass die Instrumentarien zur Beackerung dieses Themas noch wenig ausgearbeitet gewesen sind“. In Österreich wurde 2002 nach langer Vorbereitung an der Universität für Musik und darstellende Kunst Wien ein Institut für Popularmusik gegründet.